# Lipuszek
Lipuszek (kaszb. Lëpuszki) – osada leśna w Polsce na Pojezierzu Bytowskim położona w województwie pomorskim, w powiecie bytowskim, w gminie Studzienice. 
Ta  mała kaszubska osada wchodzi w skład sołectwa Przewóz.
W latach 1975–1998 miejscowość administracyjnie należała do województwa słupskiego.